# 2002年全ロシア国勢調査

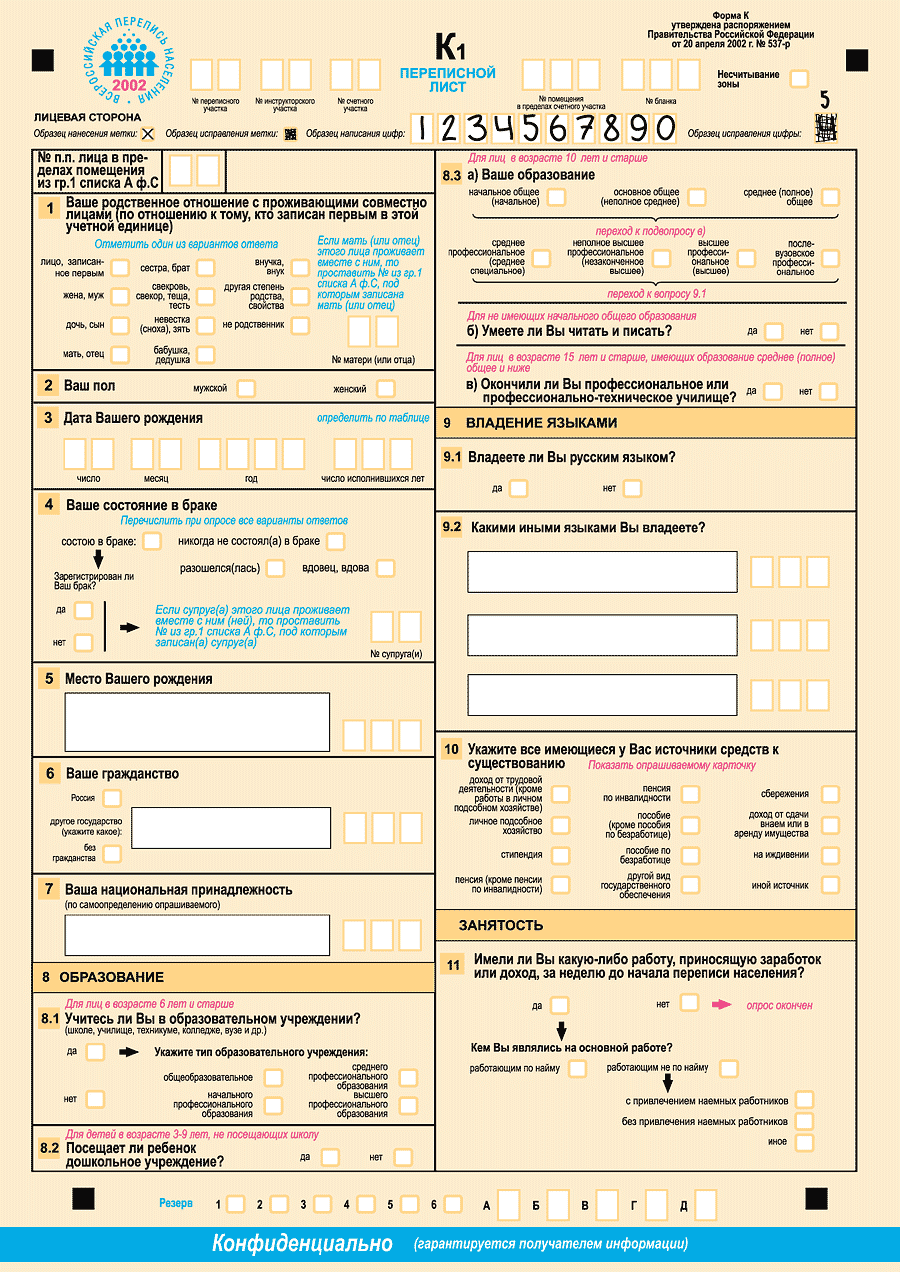
2002年全ロシア国勢調査票（簡易調査プログラム）

2002年全ロシア国勢調査（ロシア語: Всеросси́йская пе́репись населе́ния 2002 го́да）は、2002年10月9日から10月16日まで、ロシア連邦民およびロシア連邦内の外国人・無国籍者を対象に連邦国家統計局が行った国勢調査。
国際連合の基準では国勢調査の間隔は10年であるが、先回の国勢調査は共産党時代で、1989年1月に行われた。
この調査には48億ルーブルかかった。

## データ収集
調査データは2002年10月9日の深夜時点のものとして扱われる。

### 居住人口
この調査の第一の目的はロシア連邦に居住する人口の統計情報の収集である。居住人口とは以下に該当する者：
- ロシアに住むロシア国民（一時的に外国へ行っている者を含み、その場合は回答を年末まで待つ）
- ロシアに住むロシア国民でない者（外国人および無国籍者）で以下に該当する者：
  - 合法の永久居住者
  - 正式な入国手続きのあるなしに関わらず他国から来て永久居住または難民としての保護を求める人
  - ロシアでの一時居住期間があと少なくとも1年以上続く見通しのある認可を受けた外国人労働者または学生

全ての調査項目は居住人口を対象とする。
全ての（居住者）回答者は性別、生年月日、婚姻状態、家族構成、出生地、国籍、民族、教育水準、言語能力、収入源および職業を訊かれる。一部では資産と住居の状況も加えられた。

### 非居住者
居住人口に加えて、この調査では2種類の人口を数える：
- 連邦政府の雇用に関連して1年以上海外に一時居住するロシア国民
- （観光、短期労働者または学生などの目的で）一時的にロシアに滞在している海外への永久居住者（国籍は問わない）

外交目的または国際組織の職員およびその家族はいずれの調査対象にも当てはまらない。

## 結果データ
ロシア国内の居住人口は1989年の前回の調査と較べて約180万人減少して145,166,731人、うち男性67,605,133人、女性77,561,598人。都市人口106,429,000人（73%）、農村人口38,738,000人（27%）。
非居住人口：
- 連邦政府の雇用に関連して1年以上海外に一時居住するロシア国民：107,288人（男性67,058人、女性40,230人）
- 外国人人口：239,018人（男性177,465人、女性61,553人）

### 国籍

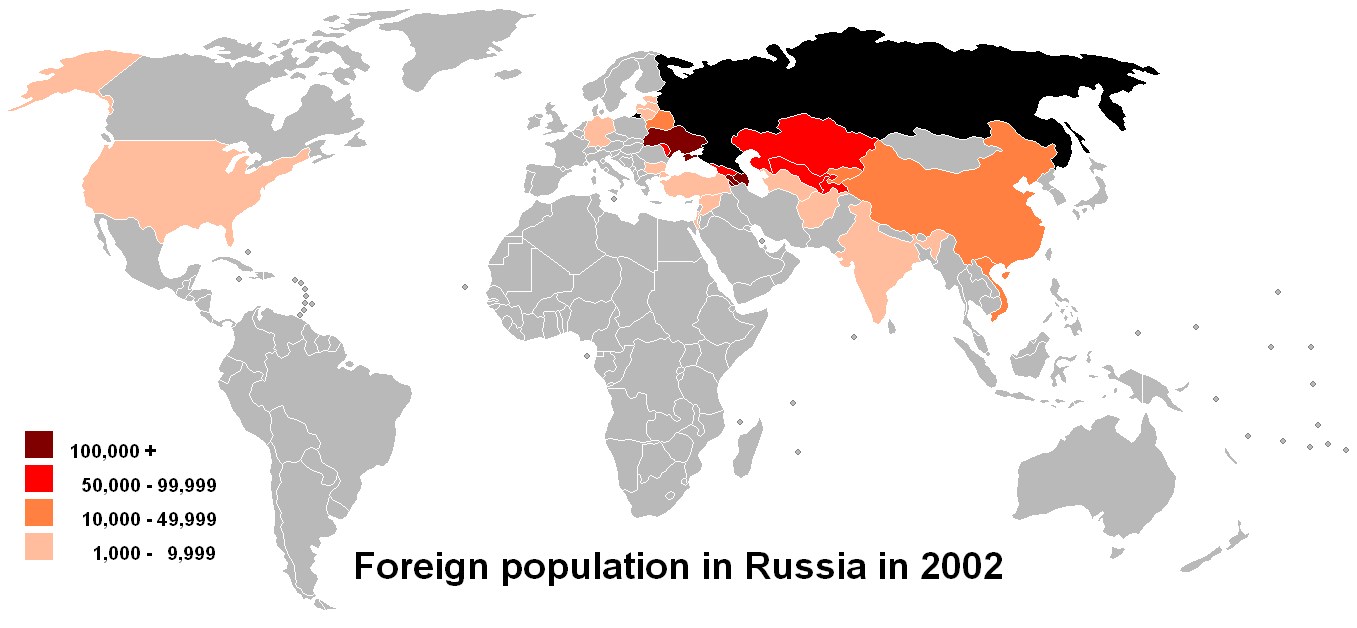

調査の結果、回答者のうち142,442,000人がロシア国籍でそのうち44,000人が多重国籍であった。
ロシアの居住人口のうち外国籍1,025,413人、無国籍者429,881人。
|        | 国籍             |         |
| ------ | ---------------- | ------- |
| CIS    |                  | 906,314 |
|        | アルメニア       | 136,841 |
|        | アゼルバイジャン | 154,911 |
|        | ベラルーシ       | 40,330  |
|        | グルジア         | 52,918  |
|        | カザフスタン     | 69,472  |
|        | キルギスタン     | 28,843  |
|        | モルドバ         | 50,988  |
|        | タジキスタン     | 64,165  |
|        | トルクメニスタン | 6,417   |
|        | ウクライナ       | 230,558 |
|        | ウズベキスタン   | 70,871  |
| その他 |                  | 119,099 |
|        | アフガニスタン   | 8,221   |
|        | ブルガリア       | 2,262   |
|        | 中国             | 30,598  |
|        | エストニア       | 1,066   |
|        | フィンランド     | 285     |
|        | ドイツ           | 1,329   |
|        | ギリシャ         | 612     |
|        | インド           | 5,351   |
|        | イスラエル       | 1,016   |
|        | ラトビア         | 2,864   |
|        | リトアニア       | 4,583   |
|        | シリア           | 1,230   |
|        | トルコ           | 4,991   |
|        | アメリカ合衆国   | 1,361   |
|        | ベトナム         | 22,545  |
| 無国籍 |                  | 429,881 |

1,269,023人は国籍が報告されていない。

### 言語
質問の中に「あなたはロシア語が堪能ですか」（Владеете ли Вы русским языком?）と「どの言語にあなたは堪能ですか」（Какими иными языками Вы владеете?）というものがある。国勢調査のマニュアルによれば「堪能さ」（владение）は会話能力と読み書きまたは会話能力のみの両方を意味する。質問は母語であるか否かは訊いておらず、言語能力の度合いの調査も意図していない。小さな子供についてはおそらく親の言語に基づいて回答している。
1億4260万人（98.3%）がロシア語に堪能であると回答した。その他の主な言語（50万人以上）については以下の表にまとめた。
| 言語                                          | 話者（百万人） |
| --------------------------------------------- | -------------- |
| 英語                                          | 6.95           |
| タタール語                                    | 5.35           |
| ドイツ語                                      | 2.90           |
| ウクライナ語                                  | 1.81           |
| チェチェン語                                  | 1.33           |
| チュヴァシ語                                  | 1.33           |
| アルメニア語                                  | 0.91           |
| アヴァル語                                    | 0.78           |
| フランス語                                    | 0.71           |
| アゼルバイジャン語                            | 0.67           |
| モルドヴィン語 （モクシャ語およびエルジャ語） | 0.61           |
| チェルケス語（カバルド語およびアディゲ語）    | 0.59           |
| カザフ語                                      | 0.56           |
| ダルギン語                                    | 0.50           |

## 考察

### 調査結果の矛盾
実測人口は推計値と較べ多かったり少なかったりと大きく矛盾していた。特に極東では15万人近くを見つけることができなかった（しかし一人当たり割合から財政補助額を決定した）。最も『不足』があったのはチュクチ自治管区（-28%）だった。また、主にヨーロッパロシア北部など（特にタンボフ州、トヴェーリ州、クルガン州では登録人口よりも5%以上少なかった）でも数的には目立たないが同様の結果だった。 逆にモスクワでは公式人口850万人が1040万人に上書きされた。また、チェチェン共和国では推計60万人が実際は110万人で77%も上回っており、これについては虚偽申告が疑われる。
実測人口と推計人口の違い（計測された参加者の数に基づいて連邦の地方助成金の交付額を決める）は正確性に疑問を呈する。特に大きな『不足』のあった地域では最大の減少があったのは経済的に最も発展している中心地であり、一方で最低限の生活環境の小都市では実際の人口は変わらなかった。このことから国勢調査の虚偽申告は地方交付金を減らされたくないためにされたという仮説が導き出せる。いくつかの報告によれば、死亡者が結果の歪曲に使われたという。バシコルトスタン共和国当局は民族構成データの変造を試みていた。
2006年に連邦国家統計局は実測人口と推計人口のずれに基づいて州ごとの歴史的人口推移データを補正した。補正前のデータは保存されており、例えばプロジェクト«Мой город»のサイトなどで参照できる。

### その他
ペルミでは多くのJ・R・R・トールキンのファンが「民族」の欄に「ホビット」や「エルフ」と記入した。また、ロストフ＝ナ＝ドヌでは30人が自らをスキタイ人と自称していた。